# Lista de bairros de Paraíba do Sul
Esta é uma lista de bairros do município de Paraíba do Sul.
| Bairros oficiais | |         |
| Distrito         | Bairros | Imagens |
| Paraíba do Sul   | Centro • Barão de Angra • Brocotó • Cerâmica • Engenheiro Carvalhaes • Lavapés • Liberdade • Limoeiro • Palhas • Paraíba do Sul • Veraneio Salutaris • Vieira Cortez               |         |
| Salutaris        | Salutaris • Barrinha • Bela Vista • Fernandó • Grama • Jatobá • Marrecas • Niágara • Retiro • Queima-Sangue • Santo Antônio                                                        |         |
| Inconfidência    | Inconfidência (Sebollas) • Água Fria • Barra de Fagundes • Mato Grosso • Membeca • Retiro de Sebollas • Sardoal • Passatempo • Rio Acima • Rio Manso • Saudade • Sertão do Calixto |         |
| Werneck          | Werneck • Alvorada • Cavaru • Caminho de Dentro • Inema • Jatay • Matozinhos |         |